# Saint-Christophe-d’Allier
Saint-Christophe-d’Allier település Franciaországban, Haute-Loire megyében. Lakosainak száma 86 fő (2022. január 1.). Saint-Christophe-d’Allier Alleyras, Saint-Haon, Saint-Vénérand, Bel-Air-Val-d'Ance és Saint Bonnet-Laval községekkel határos.

## Népesség
A település népessége az elmúlt években az alábbi módon változott:
| Lakosok száma | 213  | 164  | 159  | 119  | 93   | 92   | 91   | 92   | 92   | 86   |
|               | 1968 | 1982 | 1990 | 2006 | 2013 | 2015 | 2017 | 2019 | 2020 | 2022 |